# BC2 (liggvagn)

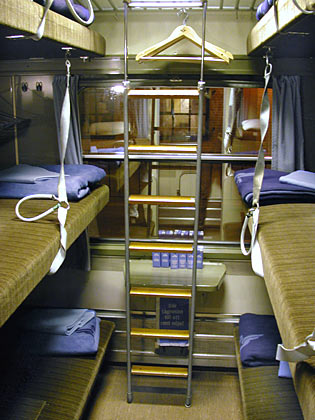
Interiör i en BC2-kupé

Liggvagn BC2 är en svensk järnvägsvagn av liggvagnsmodell av 1940-talstyp.
Under 1960-talet blev liggvagnar ett populärt och billigare alternativ till sovvagnen. Man byggde då om äldre vagnar till liggvagnar med 6-bäddskupéer. Bäddarna går att fälla ner så att vagnarna även kan användas som sittvagnar. Några BC2 är godkända för att användas i Tyskland. Dessa användes av Snälltåget i nattåget till Berlin. I SJ:s nattågstrafik används BC2 mest som förstärkning vid högsäsonger, tex under vintersäsongen i fjällen, men förekommer även i nattåg mellan Malmö och Stockholm.
Under 2009–2010 renoverades SJ:s vagnar enligt moderniseringsprogrammet och målades om i SJ:s nya svarta färgsättning.
Några av vagnarna har också hyrts ut och nio av vagnarna ägs numera[när?] av Snälltåget.